# 포셔 드 로시
포셔 드 로시(영어: Portia De Rossi, 본명은 어맨다 리 로저스(영어: Amanda Lee Rogers), 1973년 1월 31일 ~ )는 오스트레일리아와 미국의 배우이다. 1994년 영화 《사이렌스》에 출연한 후 미국으로 건너가 배우로서의 경력을 쌓기 시작했다. 1998년 《앨리 맥빌》의 넬 포터 역으로 알려졌다.

## 생애
1973년 오스트레일리아 빅토리아주 호셤에서 어맨다 리 로저스(Amanda Lee Rogers)로 태어났다. 어릴 때부터 인쇄물과 TV 모델로 활동하였다. 15세에 희곡 《베니스의 상인》 여주인공의 이름을 딴 포셔 드 로시로 법적으로 이름을 바꾸었다. 멜버른 대학교 로스쿨에 다니던 중 배우 경력을 위해 학업을 접었다.

## 사생활
포셔 드 로시는 커밍아웃한 레즈비언이다. 2000년에서 2004년까지 링고 스타의 의붓딸인 프란체스카 그레고리니와 교제했다. 당시 그녀의 가족과 《앨리 맥빌》 동료 출연자의 대부분이 그녀가 레즈비언이라는 사실을 알지 못했다. 드 로시는 그때까지 자신의 성적 지향에 대해 공개적으로 언급하는 것을 피했다. 드 로시는 2004년 엘런 디제너러스와 만나면서 그레고리니와 헤어졌다. 2005년 레즈비언 잡지인 《디테일즈(Details)》, 《애드보케이트(The Advocate)》와 인터뷰를 통해 자신의 성적 지향을 공개적으로 밝혔다. 2008년 디제너러스와 결혼하여 캘리포니아 베벌리힐스에서 살고 있다. 두 사람은 모두 비건이다.

## 출연작
- 《앨리 맥빌》
- 《못말리는 패밀리》
- 《베터 오프 테드》
- 《사이렌스》